# Titiji, sakiji i uakariji
Pitheciidae, nazivani povremeno i kratkorepi majmuni, su porodica primata iz grupe majmuna Novog svijeta. Dijele se u četiri roda s ukupno 41 vrstom.

## Rasprostranjenost
Ova porodica majmuna živi u tropskim kišnim šumama na sjevernom i srednjem dijelu Južne Amerike i to samo istočno od Anda.

## Opis
Porodica Pitheciidae su mali do srednje veliki majmuni, no zbog svog gustog i ponekad čupavog krzna ostavljaju dojam krupnih životinja. Boja krzna se kreće ovisno o vrsti od crne preko sive i smeđe pa do bijele. Dijelovi lica im mogu biti bez dlaka. Rep, kojim se ne služe za hvatanje, služi samo za održavanje ravnoteže i čirav je obrastao krznom, a samo kod uakarija je zakržljao do malog batrljka.

## Način života
Sve vrste žive na stablima i aktivni su danju. Dobri su penjači i veći dio života provode na drveću. Žive u grupama koje mogu biti male obiteljske skupine (kao kod sakija) ili mogu imati i 50 jedinki. Sporazumijevaju se čitavim nizom glasova, karakteristični su visoki krikovi kao i cvrčanje koje liči na glasanje ptica.

## Hrana
Generalno, vrste iz ove porodice su svežderi i hrane se voćem i kukcima. Pored toga, jedu i cvijeće, izdanke, orahe i male kralježnjake. U razbijanju ljuski nezrelog voća služe se velikim očnjacima.

## Razmnožavanje
Pitheciidae najčešće rađaju samo jedno mladunče nakon pet do šest mjeseci skotnosti. Spolnu zrelost dosižu u dobi od 3 do 4 godine. Očekivani životni vijek im je do 15 godina.

## Ugroženost
Sječa šuma a time i uništavanje njihovog životnog okoliša dovela je do toga, da se neke vrste danas smatra ugroženim. Neke su vrste postale već vrlo rijetke.

## Sistematika
- Porodica Pitheciidae: titiji, sakiji i uakariji
  - potporodica Pitheciinae
    - rod Pithecia, sakiji
    - rod Chiropotes, brkati sakiji
    - rod Cacajao, uakariji

  - potporodica Callicebinae
    - rod Callicebus, titiji

Prema najnovijim spoznajama, smatra se da su ovoj porodici pripadali i Xenotrichini, majmuni koji su izumrli, a živjeli su na većim otocima u Karipskom moru. 
Smatra se da postoji mogućnost postojanja još neke nepoznate vrste iz ove porodice.